# واد محكيم (أوطيل بني بشير)
واد محكيم هو دُوَّار يقع بجماعة بني بشير، إقليم الحسيمة، جهة طنجة تطوان الحسيمة في المملكة المغربية. ينتمي الدوّار لمشيخة أوطيل بني بشير التي تضم 13 دوار. يقدر عدد سكانه بـ 898 نسمة حسب الإحصاء الرسمي للسكان والسكنى لسنة 2004.

## روابط خارجية
- البوابة الوطنية للجماعات الترابية
- المندوبية السامية للتخطيط